# تیراندازی در کنیسه جربه (۲۰۲۳)
در ۹ مه ۲۰۲۳، وسام خضری، یک نگهبان ملی ۳۰ ساله، پنج نفر را در یک تیراندازی جمعی در کنیسه الغریبه در جربه، تونس کشت. خضری ابتدا یک همکار خود را کشت و مهمات او را تصاحب کرد و سپس به کنیسه حمله کرد، جایی که جمعیت زیادی از زائران یهودی در حال جشن گرفتن لاگ بعومر بودند. 
دو بازدیدکننده و دو افسر پلیس تونسی کشته شدند، در حالی که هشت نفر دیگر مجروح شدند قبل از اینکه عامل حمله توسط پلیس کشته شود. 
وزیر کشور تونس، کامل فقیه گزارش داد که مقامهای تعیین کرده‌اند که خضری به طور عمدی کنیسه را هدف قرار داده است، اما انگیزه‌ای شناسایی نکرده‌اند.

## پیش‌زمینه
کنیسه الغریبه در جزیره جربه تونس قدیمی‌ترین کنیسه آفریقا است و محل یک زیارت سالانه است که هزاران بازدیدکننده یهودی از اروپا و اسرائیل را جذب می‌کند. این کنیسه هدف حملات شبه‌نظامیان اسلام‌گرا قرار گرفته و قبلاً نیز مورد حمله قرار گرفته است. در سال ۱۹۸۵، سه نفر کشته و ۱۱ نفر در طول جشن سیمحاط تورا زخمی شدند، زمانی که یک پلیس محلی مسئول نگهبانی از کنیسه به جمعیت یهودیان شلیک کرد.
در سال ۲۰۰۲، شبه‌نظامیان القاعده با یک کامیون بمب به کنیسه حمله کردند که منجر به کشته شدن ۱۹ نفر شد. از آن زمان، تعداد زائران به ۱۰,۰۰۰ نفر نرسیده است. تدابیر امنیتی برای جلوگیری از چنین حملاتی اتخاذ شده و زیارت به عنوان یک آزمون سالانه برای نیروهای امنیتی تونس محسوب می‌شود.
تونس دارای یک جامعه یهودی قابل توجه با حدود ۱,۸۰۰ عضو است، که صدها نفر از آنها در جربه هستند. آخرین حمله بزرگ کشور در سال ۲۰۲۰ رخ داد که یک انفجار در خارج از سفارت آمریکا منجر به کشته شدن یک افسر امنیتی شد.

## حمله
حدود ساعت ۷ بعد از ظهر، ویسام خضری ۳۰ ساله، عضو گارد ملی تونس، همکار خود را با تپانچه در مرکز نیروی دریایی در اغیر به ضرب گلوله کشت. مسلح به یک سلاح خودکار و مهمات همکارش، به سمت کنیسه‌ای که تقریباً ۲۰ کیلومتر از مرکز فاصله داشت، حرکت کرد. او با یک موتور چهارچرخ و پوشیدن جلیقه ضد گلوله به آنجا رسید و موتور را در حیاط مدرسه‌ای حدود ۲۰۰ متر دورتر از کنیسه پارک کرد، که در آن زمان چند صد نفر از عبادت‌کنندگان حضور داشتند زیرا جشن‌های تعطیلات یهودی لاگ بعومر در حال پایان بود. هنگامی که از حیاط مدرسه دور شد و پس از نظارت بر حرکات یک خودروی پلیس ترافیک که در نزدیکی پارک شده بود، حدود ساعت ۸:۱۳ بعد از ظهر به طور بی‌هدف به واحدهای امنیتی شلیک کرد، و دو عبادت‌کننده که سعی داشتند پشت یک اتوبوس نزدیک پنهان شوند و همچنین دو افسر پلیس را کشت.
ویسام خضری بلافاصله توسط نیروهای امنیتی محاصره و قبل از اینکه بتواند به ورودی کنیسه برسد، به ضرب گلوله کشته شد و کنیسه بلافاصله قفل شد. به گفته وزیر کشور، مهاجم دو دقیقه پس از رسیدنش کشته شد. بیشتر گردشگران در زمان تیراندازی کنیسه را ترک کرده بودند. به گفته برگزارکنندگان، بیش از ۵۰۰۰ نفر در زیارت سال ۲۰۲۳ شرکت کرده بودند.
قربانیان به عنوان دو پسرعمو شناسایی شدند — یک مرد ۳۰ ساله با تبار اسرائیلی-تونسی که به عنوان زرگر محلی کار می‌کرد و یک مرد ۴۲ ساله با تبار فرانسوی-تونسی که برای شرکت در جشن‌های زیارت آمده بود. آنها در صحنه جان باختند، همانطور که یکی از افسران پلیس، در حالی که یک افسر پلیس دیگر بعداً در بیمارستان بر اثر جراحاتش درگذشت. وزارت کشور گزارش داد که چهار غیرنظامی و چهار افسر زخمی شدند، از جمله یک نفر که در وضعیت بحرانی در بیمارستان بستری شد.
مقامهای تونسی اعلام کردند که حمله از پیش برنامه‌ریزی شده و هدف آن کنیسه بوده است، اما توضیحی برای انگیزه‌های او ندادند. آرون زلین، یکی از اعضای ارشد انستیتو واشنگتن برای سیاست خاور نزدیک، که در تحلیل افراط‌گرایی اسلامی در تونس تخصص دارد، اشاره کرد که این حمله به نظر می‌رسد یک حادثه منفرد بوده و همان سطح سازماندهی حمله سال ۲۰۰۲ به کنیسه را نداشته است. به گفته او، این حمله پیچیده نبوده و احتمال دارد که توسط یک فرد تنها بدون طرح یا برنامه‌ریزی گسترده‌تری انجام شده باشد.

## واکنش‌ها

### داخلی
رئیس‌جمهور تونس، قیس سعید، این حمله را محکوم کرد و آن را به «جنایتکارانی» نسبت داد که قصد ایجاد تفرقه و آسیب به بخش گردشگری را دارند. او به کسانی که تحت تأثیر قرار گرفته‌اند تسلیت گفت اما به طور صریح به هدف قرار دادن جامعه یهودی یا یهودستیزی اشاره نکرد. این حادثه توسط دولت به عنوان تروریسم برچسب‌گذاری نشد. مقامها به سرعت برای اطمینان دادن به گردشگران در مورد امنیت کشور اقدام کردند. امنیت در اطراف اماکن مذهبی، از جمله کنیسه‌ها، افزایش یافت. در ۱۳ مه، سعید انکار کرد که این حمله توسط یهودستیزی هدایت شده باشد، از قوانین حفاظت از حقوق یهودیان دفاع کرد و به تاریخچه خانواده‌اش در کمک به یهودیان تونسی اشاره کرد. او استانداردهای دوگانه در برخورد با مسئله فلسطین را مورد انتقاد قرار داد و اتهامهای یهودستیزی را تحریف تاریخ دانست و توطئه‌گران علیه دولت را متهم کرد. در ۱۷ مه، سعید با رهبران مذهبی از ادیان مختلف، از جمله خاخام اعظم، اسقف اعظم مسیحی و مفتی مسلمان، دیدار کرد و اطمینان داد که اماکن عبادت امن خواهند بود.
وزارت کشور تحقیقاتی را برای تعیین انگیزه این حمله آغاز کرد. از آنجا که این حادثه در یک رویداد مذهبی و در مکانی با اهمیت برای جامعه یهودی رخ داد، برخی ناظران، از جمله چندین مهاجر برجسته یهودی تونسی، حدس زدند که تیرانداز ممکن است به طور خاص جامعه یهودی جزیره را هدف قرار داده باشد. مقامهای تونسی اذعان کردند که مظنون قصد آسیب رساندن به تعداد زیادی از افراد را داشته است.
جامعه یهودی در جربه تصمیم مقامهای تونسی برای انتقال اجساد دو غیرنظامی یهودی کشته شده به تونس برای کالبدگشایی را محکوم  کرد. خانواده‌ها و بستگان قربانیان در خارج از بیمارستانی که اجساد به آن منتقل شده بودند، اعتراض کردند و اظهار داشتند که اجازه نداشتند با خواندن آیات تورات به احترام کشته‌شدگان، سنت‌های خود را رعایت کنند. این حادثه باعث ناآرامی در جامعه یهودی تونسی شد و برخی از آنها احساس ناامیدی و بی‌امیدی نسبت به ماندن در کشور داشتند. نگرانی‌هایی نیز در مورد آینده زیارت یهودیان مطرح شد.

### بین‌المللی
وزارت امور خارجه اسرائیل قتل‌ها را محکوم کرد و به خانواده‌های قربانیان و جامعه یهودی در تونس تسلیت گفت و تعهد کرد که برای حفظ امنیت همه اسرائیلی‌های خارج از کشور تلاش کند. وزیر امور خارجه الی کوهن ابراز تأسف کرد و به خاخام اعظم تونسی، حییم بیتان، اطمینان داد که وزارتخانه به حمایت از جامعه ادامه خواهد داد و هرگونه کمکی که لازم باشد را فراهم خواهد کرد. وزیر امور دیاسپورا اسرائیل، امیخای چیکلی، اظهار داشت که به گفته دفترش «این حادثه با دوره‌ای پرتنش از فریادها و آزار و اذیت جامعه یهودی در محل همراه بوده است». به گزارش روزنامه «جروزالم پست»، مقامهای اسرائیلی و آژانس یهود برای اسرائیل چندین ماه قبل از حمله تهدید جدی علیه جامعه یهودی در جربه را زیر نظر داشتند.
دفتر دادستانی ملی ضدتروریسم فرانسه (Parquet national antiterroriste) تحقیقاتی را در مورد مرگ قربانی فرانسوی-تونسی آغاز کرد. این تحقیق به اداره کل امنیت داخلی سپرده شد. رئیس‌جمهور فرانسه، امانوئل مکرون، از حمله به کنیسه غریبه ابراز تأسف کرد و به قربانیان و مردم تونس تسلیت گفت. او همچنین تعهد کرد که در مبارزه «علیه نفرت یهودستیزانه» پایدار بماند. وزارت امور خارجه فرانسه از این حادثه عمیقاً ابراز تأسف کرد و به واکنش سریع نیروهای امنیتی تونسی ادای احترام کرد.
کنگره یهودیان اروپا از «شوک و خشم» خود ابراز کرد. رئیس آریل موزیکانت اظهار داشت که «حملات تروریستی همچنان یهودیان را در سراسر جهان هدف قرار می‌دهند حتی زمانی که در حال عبادت هستند، همانطور که از تجربیات بی‌شمار در طول سال‌ها از جمله در همین کنیسه می‌دانیم». خاخام پینچاس گلدشمیت، رئیس کنفرانس خاخام‌های اروپا، از خدمات امنیتی تشکر و تحسین کرد و بر لزوم اتحاد جهان و «محکومیت بلند و واضح یک حمله بزدلانه دیگر به یهودیان در حال عبادت» تأکید کرد. او بعداً اظهارات رئیس‌جمهور سعید در ۱۳ مه را محکوم کرد و از دولت‌های اروپایی خواست تا آنها را محکوم کنند و نگرانی خود را برای امنیت جامعه یهودی تونس ابراز کرد.